# Echo Bass
Echo Bass est un projet italien de dance, essentiellement actif durant l'époque de l'eurodance des années 1990.

## Biographie
Le producteur d'Echo Bass est Brixt (connu également pour avoir produit la chanson Sempre Di Piu par Davinia).
Le coproducteur et coauteur de Gotta Dance With The Music est Belonius (pseudonyme de Pierluigi Giombini qui a également créé le projet Web).
Les vocaux crédités sur les singles sont Ely et Baba X. Alors que Givin' It Up était dans un style plus eurodance, Say Up And Down se rapprochait plus du style de Reel 2 Real. Thami Dee en était le coproducteur et y chanta également. You Gotta Be My Lover fut seulement réalisé pour une compilation promotionnelle de la maison de disques Airplay.
En Juin 2011, Brixt relance le projet et sort un nouveau single, Ride the night.

## Discographie

### Singles
- Gotta Dance With The Music (1994)
- You Gotta Be My Lover (promo compilation) (1994)
- Givin' It Up (1995)
- Say Up And Down (1996)
- Ride the night (feat Kavi Pratt) (2011)